# Flaach
Flaach es una comuna suiza situada en el cantón de Zúrich. Tiene una población estimada, a fines de 2021, de 1441 habitantes.

## Historia
La primera mención a esta comuna data de 1044, como Flacha. La única copia que queda de ese documento es de 1347.

## Geografía
Tiene una extensión de 10,17 km². El 51,4% de la superficie se emplea en agricultura y el 34,2% es superficie forestal. Del resto del terreno, el 8,2% son asentamientos (edificios o carreteras) y el 6,2% son ríos, glaciares o montañas.
La comuna es parcialmente agrícola, y ha crecido varias veces a expensas de Berg am Irchel. En 1619 se unió Oberdorf; en 1775, Schloss Schollenberg, y en 1788, Ziegelhütte.
El Palacio de Flaach está en el inventario suizo de bienes culturales de interés nacional y regional.

## Demografía
En diciembre de 2021 tenía una población de 1451 personas. En 2007, el 11,1% eran ciudadanos extranjeros. En los últimos 10 años el número de habitantes ha crecido a una tasa de 10,5%.
Según datos del año 2000, el 91,6% de la población hablaba alemán; el 2,4%, serbo-croata, y el 2,2%, albanés.
Flaach tiene una tasa de desempleo del 1,56%. 